# Agrotis congrua
Agrotis congrua är en fjärilsart som beskrevs av Walker 1865. Agrotis congrua ingår i släktet Agrotis och familjen nattflyn. Inga underarter finns listade i Catalogue of Life.